# 조오 (에도 시대)
조오(承応, じょうおう)는 일본의 연호(元号) 중 하나이다.
- 전후 : 게이안(慶安) 이후 - 메이레키(明暦) 이전.
- 시기 : 1652년 ~ 1654년
- 천황 : 고코묘 천황
- 쇼군 : 에도 막부의 도쿠가와 이에쓰나

## 개원(改元)
- 게이안 5년 9월 18일(1652년 10월 20일), 개원.
  - 4대 쇼군 도쿠가와 이에쓰나의 치세가 시작됨에 따라 개원이 된 것이란 설이 있음.
- 조오 4년 4월 13일(1655년 5월 18일), 메이레키로 개원된다.

## 출전
『진서・율력지』의 「夏商承運、周氏応期」.

## 조오 시기에 일어난 일
- 원년
  - 조오 사건.
- 3년
  - 다마가와조스이(玉川上水, 도쿄도내에 흐르는 상수도)가 개통되다.

## 서력과의 대조표
| 조오 | 원년   | 2년    | 3년    | 4년    |
| ---- | ------ | ------ | ------ | ------ |
| 서력 | 1652년 | 1653년 | 1654년 | 1655년 |
| 간지 | 임진   | 계사   | 갑오   | 을미   |

## 같이 보기
- 일본의 연호 일람

| 이전 게이안 | 일본의 연호 1652년 ~ 1655년 | 다음 메이레키 |